# Merton College
Merton College (pełna nazwa: The House or College of Scholars of Merton in the University of Oxford) – jedna z trzech formalnych uczelni Uniwersytetu Oksfordzkiego w Anglii. Jego początki sięgają lat sześćdziesiątych XII wieku, kiedy Walter de Merton, kanclerz Henryka III, a później Edwarda I, opracował statut niezależnej społeczności akademickiej i stworzył wspierającą ją fundację. 
Wśród znanych absolwentów tej szkoły są czterej laureaci Nagrody Nobla i pisarz J.R.R. Tolkien, (który zajmował na uczelni stanowisko  Merton Professor of English Language and Literature od 1945 do 1959 roku). Merton jest jednym z najbogatszych college’ów w Oksfordzie. W 2016 roku posiadał fundusze w wysokości 257 679 000 £.  